# Arbalète de chasse sous-marine
Pour les articles homonymes, voir Arbalète (homonymie).

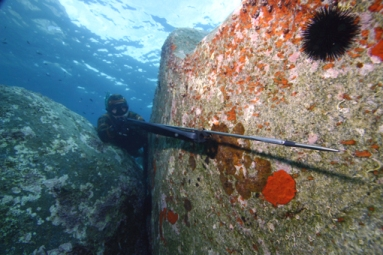
Arbalète à sandows

Une arbalète de chasse sous-marine ou fusil harpon est une arme de trait sous-marine dont le but est de propulser une flèche permettant la capture de poissons et de céphalopodes. C'est une arme très utilisée par les pêcheurs sous-marins.

## Histoire

### Les prémices en Polynésie
Les premières formes archaïques de harpons sont retrouvées en Polynésie . Trois armes de jets sont utilisées pour la prise d'animaux marins en Polynésie, généralement lancées depuis le bord ou depuis une embarcation : 
- La lance d'une seule pièce avec une pointe non barbelée
- La foëne à deux, trois ou plusieurs pointes : elle est en deux parties, les pointes étant fixées à la hampe par ligature.

Ces deux types semblent avoir été répandus dans toute la Polynésie avant l'arrivée des Européens (P.Buck, 1930). Les pointes en bois de fer durcies au feu, ont été ensuite remplacées par des pointes en métal. 
- Le harpon à tête détachable qui se compose d'une pointe en os, en nacre ou en bois, reliée par une ligne à une hampe plus ou moins longue.

### La naissance de l'arbalète
La foëne à élastique fut le premier système de chasse à propulsion. 

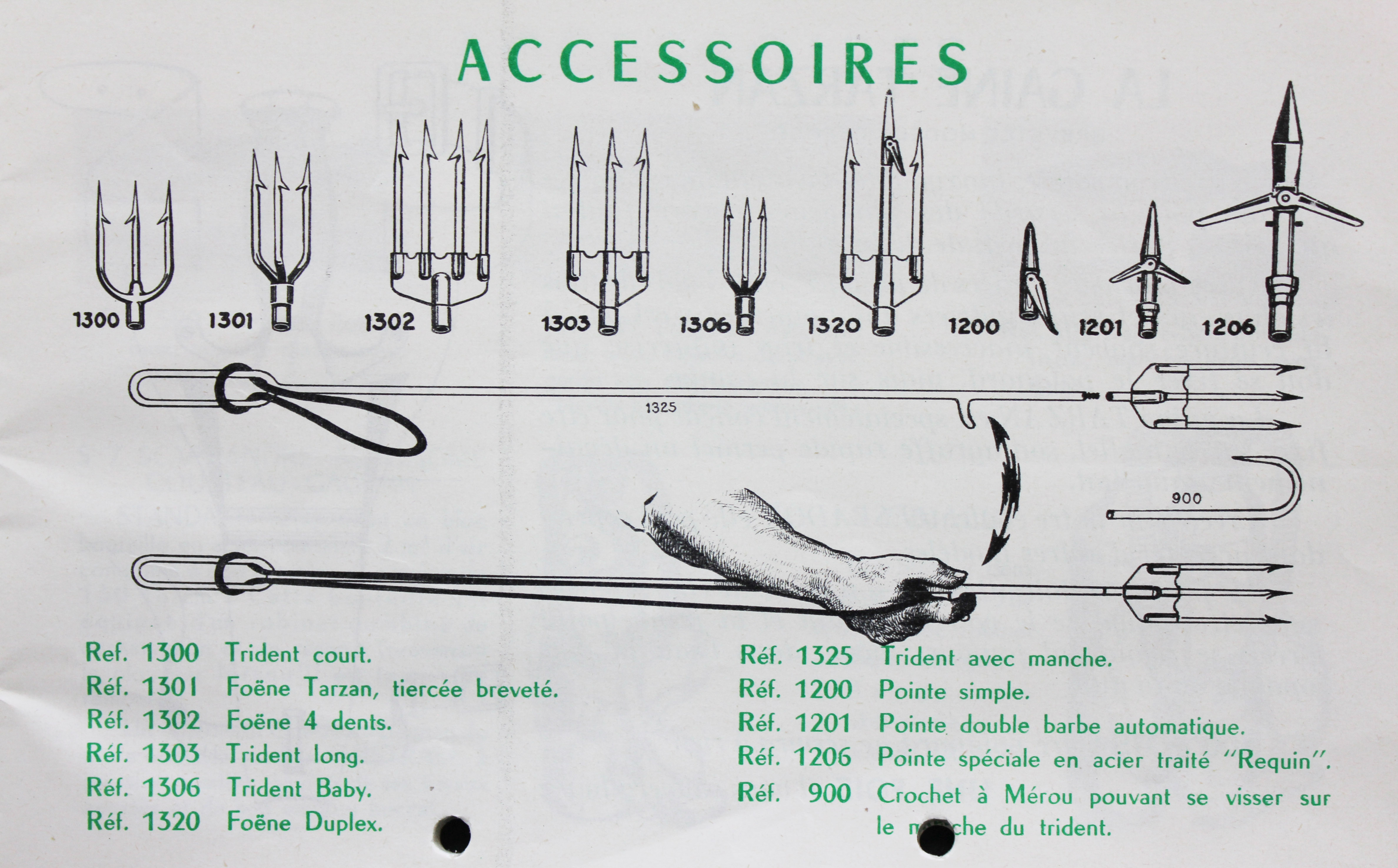
Invention de la foëne à élastique

La foëne automatique, avec un système de propulsion par ressort

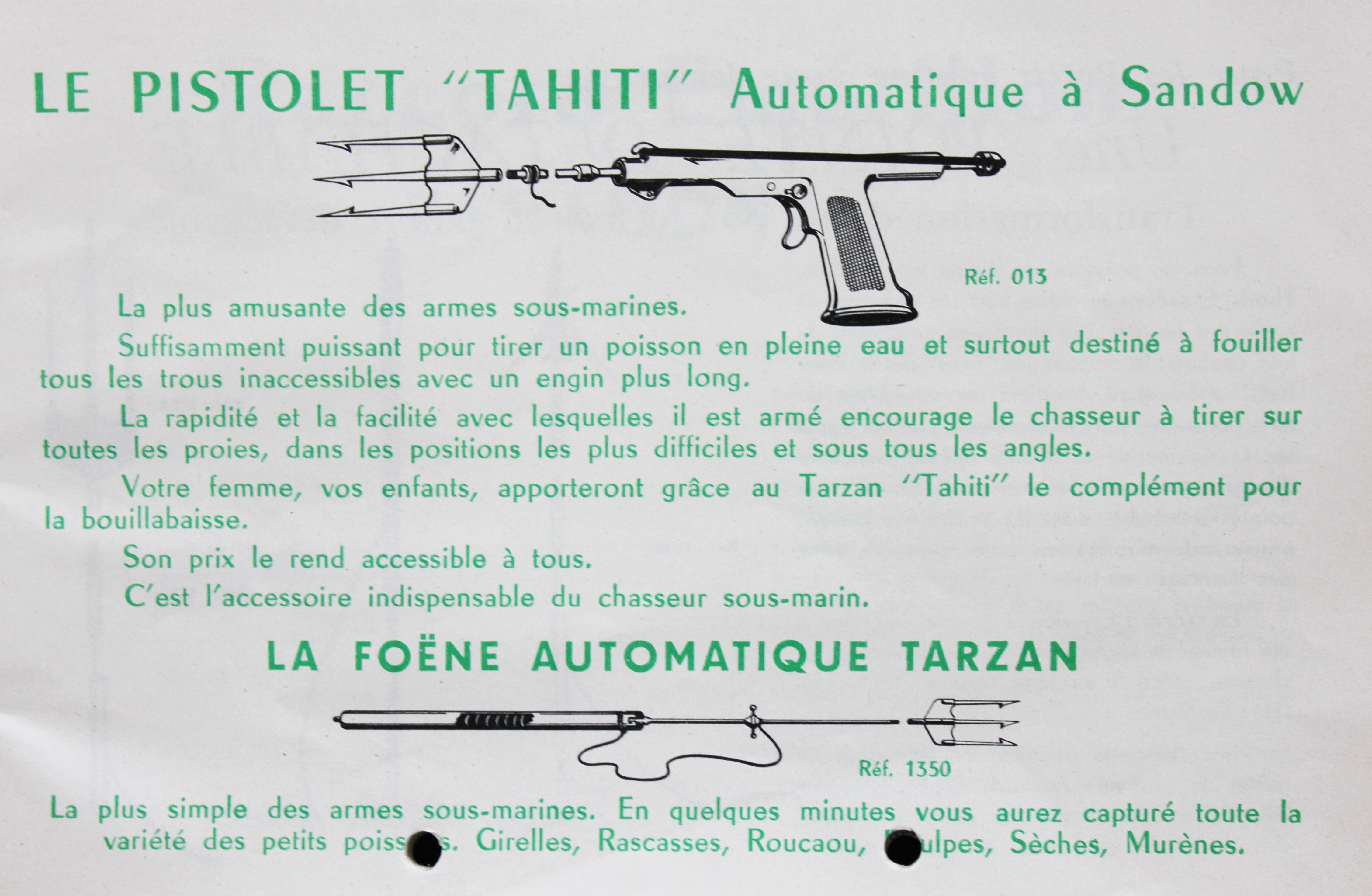
Invention de la Foëne automatique et du premier pistolet à Sandow.

De ce système Georges Beuchat, pionniers dans la création de matériel subaquatique et créateur de Beuchat International, a fait naître l'arbalète de chasse sous-marine. En s'appuyant sur les armes à feu existantes, il déclina un système de propulsion avec gâchette qui donna plus tard la première arbalète de chasse sous-marine Tarzan.

## Principe
L'arme est constituée de deux parties : une partie fixe jouant le rôle de propulseur et une partie mobile (flèche) servant de harpon. Le but étant moins de tuer ou de blesser la proie que de l'empêcher de s'enfuir. À cette fin la flèche est toujours reliée par un filin au corps du fusil, celui-ci étant tenu à la main et parfois assuré à une bouée ou à la ceinture. 
Techniquement le harponnage est assuré par un système d'ardillon, fixe ou mobile situé en pointe de flèche. Le fusil se réarme donc avec la même flèche qui n'a pas vocation à être perdue. Les arbalètes de chasse sous marine sont souvent classées par le type de propulsion utilisé : sandows ou gaz comprimé. 
On distingue actuellement trois types de matériaux pour les arbalètes : 
- Aluminium : il s'agit du type de fusil le plus répandu et le plus abordable
- Carbone : il améliore grandement la flottabilité et permet des configurations à double sandows grâce à une rigidité accrue
- Bois : le nec plus ultra, il possède de nombreuses qualités techniques que n'ont pas l'aluminium et le carbone

## Réglementation
Dans la plupart des pays où la chasse sous marine est réglementée, l'armement de l'arbalète doit être effectué à la force des bras du pratiquant. Cette obligation interdit les fusils avec réserve de gaz comprimé ou à poudre explosive, qui, pour cette raison, sont devenus très rares. Contrairement aux armes de jet aériennes, ces armes, en raison des frottements en milieu aquatique, ont une faible portée. Le tir s'effectue à bout portant ou au maximum à quelques mètres de la cible. La taille de l'arbalète est proportionnelle à la portée désirée, au mode de pêche et au type de proies envisagées. C'est ainsi que les fusils les plus longs servent à pêcher les gros poissons, en pleine eau, par mer claire et calme. Le fusil doit avoir un poids neutre aux différentes profondeurs de pêche pour permettre une bonne visée, laquelle s'effectue le plus souvent au jugé. Au moment du tir on tient généralement un fusil-harpon d'une seule main par la crosse, comme une arme de poing. Le déclenchement du tir s'effectue par une queue de détente manipulée par l'index ou le pouce. Un verrou de pontet permet de sécuriser l'arme chargée.

## Sources
- Lavondès Anne, « Note sur les harpons Polynésiens », Journal de la société des Océanistes, vol. 38 « Hommage au R. P. Patrick O'Reilly », nos 74-75,‎ 1982, p. 143-155 (lire en ligne, consulté le 6 août 2012)
- (en) Bengt Anell, Contribution to the History of Fishing in the Southern Seas. Inaugural Dissertation., Uppsala, Almquist & Wiksell, 1955, 249 p.